# Akrobaten

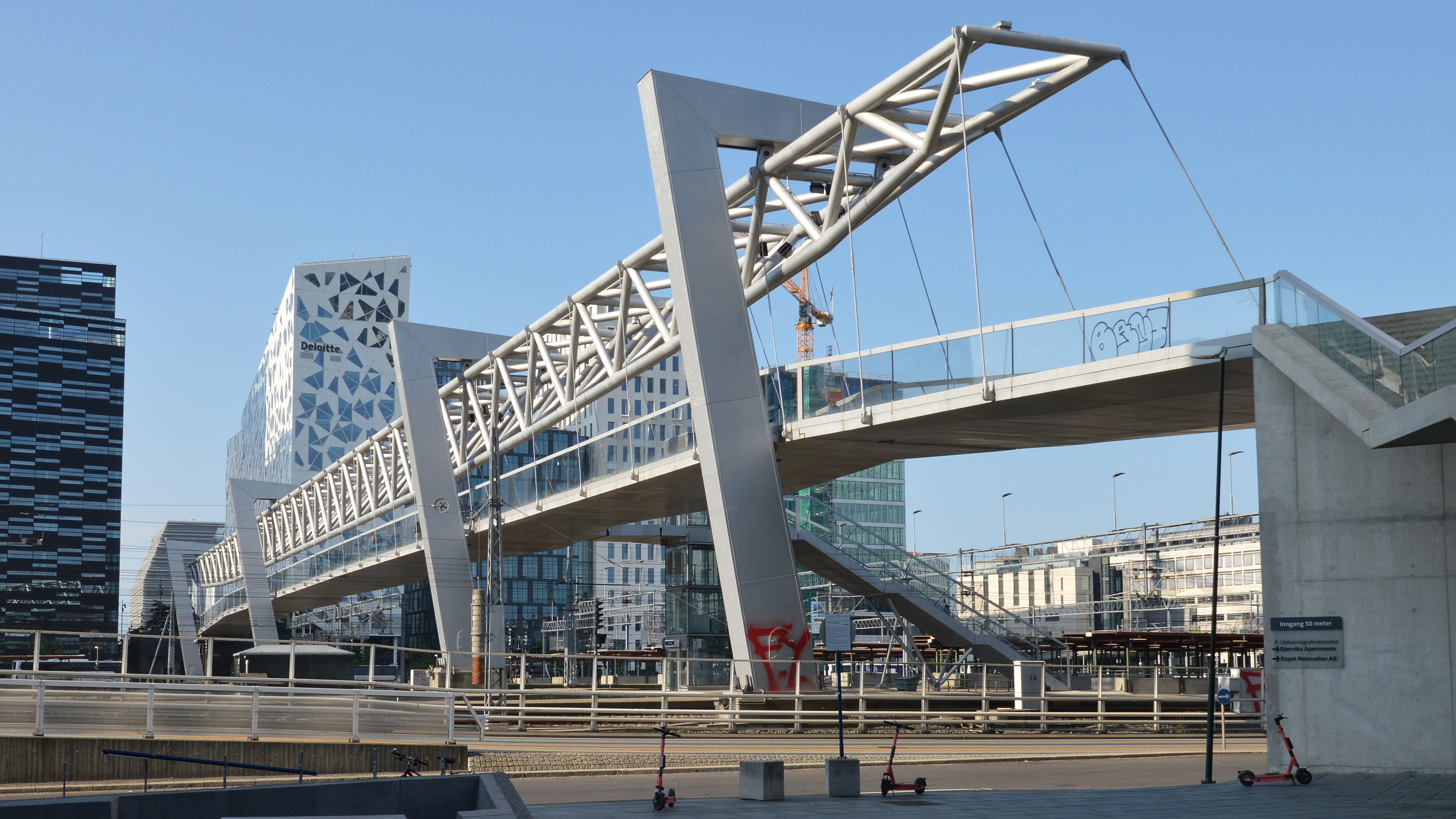
Akrobaten, von Norden aus gesehen

Akrobaten (deutsch der Akrobat) ist eine Fußgängerbrücke in der norwegischen Hauptstadt Oslo, die Grønland mit Bjørvika verbindet. Die 206 Meter lange Brücke wurde im April 2011 offiziell eröffnet.

## Lage
Die Fußgängerbrücke führt vom Platz Annette Thommessens plass an der Straße Schweigaards gate in Richtung Südwesten über die Gleise des Bahnhofs Oslo Sentralstasjon (Oslo S) zur Dronning Eufemias gate. In diesem Abschnitt der Dronning Eufemias gate befinden sich die Gebäude der Hochhausreihe Barcode.

## Geschichte und Beschreibung

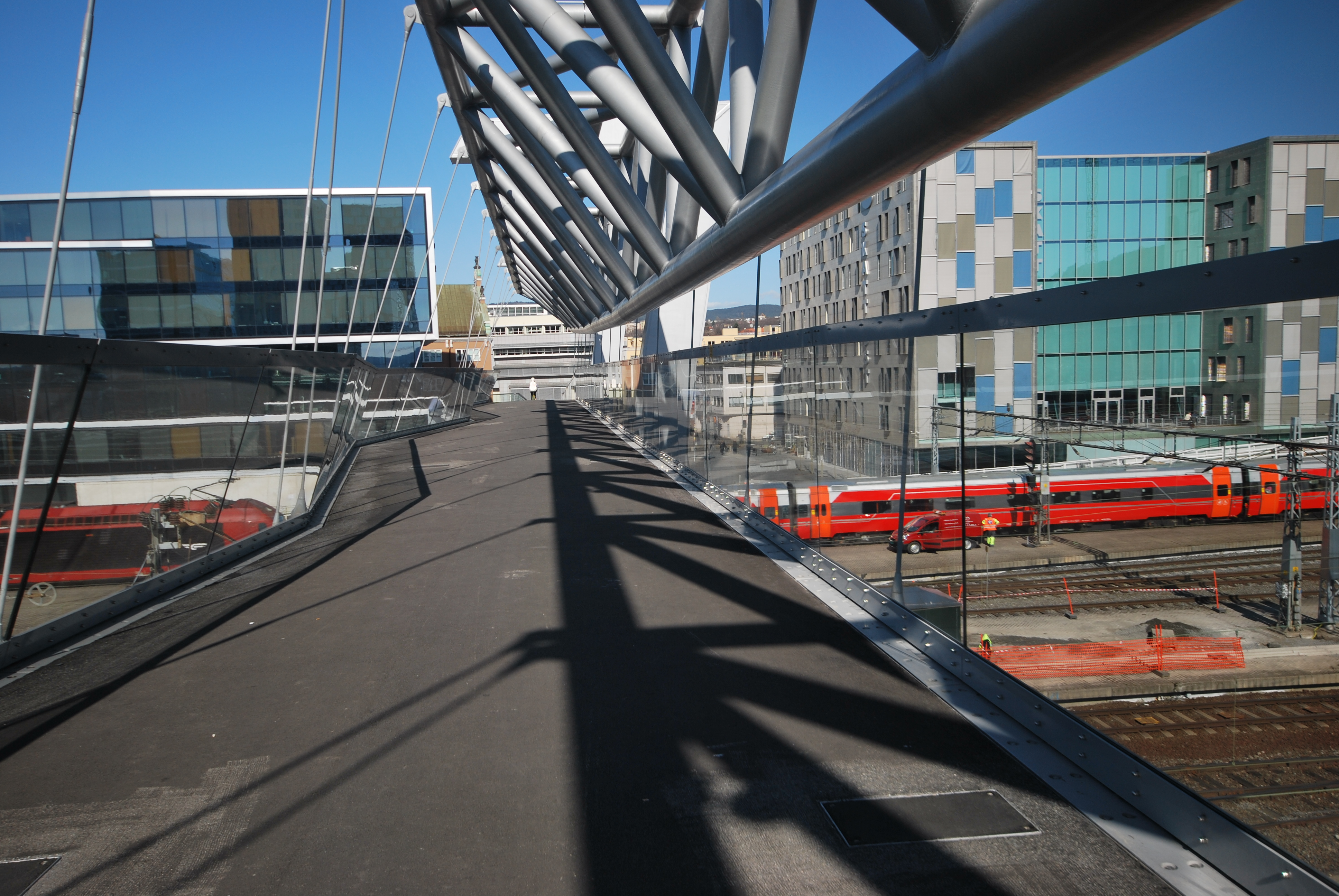
Blick von der Brücke Richtung Norden

Als Architekturbüro für die Fachwerkbrücke war L2 Arkitekter im Auftrag von Bjørvika Infrastruktur im Einsatz. Die Brücke ist insgesamt 206 Meter lang, sechs Meter breit und hat eine Hauptspannweite von 67 Metern. Im Gleisbereich ist sie mit vier Stahlsäulen in Form einer Sieben am Boden befestigt. Die Säulen halten das stählerne Fachwerk, an dem der begehbare Teil der Brücke aufgehängt ist. An den Seiten der Brücke wurde ein Geländer aus Glas angebracht. Aufgrund der Konstruktionsweise erhielt die Brücke den Namen „Akrobaten“ (deutsch der Akrobat). Andere Vorschläge waren „Flygende hollender“ (deutsch Fliegender Holländer) und „Barcodebrua“ (deutsch Barcodebrücke). Nachts wird die Brücke farbig beleuchtet.
Die offizielle Eröffnung der Brücke erfolgte am 9. April 2011. Im Jahr 2012 wurde die Brücke beim European Award for Steel Bridges in der Kategorie der Fußgänger- und Radbrücken ausgezeichnet. Im Sommer 2014 wurde mit dem Bau einer Treppe und eines Aufzugs von einem Bahnsteig des Bahnhofs Oslo S zur Brücke begonnen. Das Projekt wurde im Sommer 2015 abgeschlossen, seitdem ist die Brücke sowohl von ihrem nördlichen und südlichen Ende als auch vom Bahnhof aus erreichbar.